# Vologda
Pour la rivière, voir Vologda (rivière).
Vologda (en russe : Вологда) est une ville au nord de la Russie et la capitale administrative de l'oblast de Vologda depuis 1937. Sa population s'élevait à 311 859 habitants en 2024.

## Géographie

### Situation
Vologda se trouve à 409 km au nord-est de Moscou et environ 500 à l'est de Saint-Pétersbourg.
Au niveau régional, elle est à 114 km à l'est de Tcherepovets, à 173 km au nord-ouest de Kostroma et à 178 km au nord de Iaroslavl.

### Relief et hydrographie
Vologda est arrosée par la rivière Vologda, dont le nom d'origine finno-ougrienne signifie « eau pure », affluent de la Soukhona, elle-même affluent de la Dvina septentrionale qui se jette dans la mer Blanche.

### Climat
Vologda bénéficie d'un climat continental similaire à celui de Moscou avec des températures 1 à 2 °C inférieures qui s'expliquent par la latitude plus septentrionale de la ville. La neige recouvre le sol en moyenne 152 jours par an. Le manteau neigeux atteint une épaisseur en moyenne de 33 cm en février (maximum de 80 cm).
- Température record la plus froide : −47,1 °C (janvier 1940)
- Température record la plus chaude : 35,5 °C (août 1972)
- Nombre moyen de jours avec de la neige dans l'année : 137
- Nombre moyen de jours de pluie dans l'année : 142
- Nombre moyen de jours avec de l'orage dans l'année : 23
- Nombre moyen de jours avec tempête de neige dans l'année : 24

| Mois                                        | jan.       | fév.       | mars       | avril      | mai       | juin      | jui.      | août      | sep.      | oct.      | nov.       | déc.       | année      |
| ------------------------------------------- | ---------- | ---------- | ---------- | ---------- | --------- | --------- | --------- | --------- | --------- | --------- | ---------- | ---------- | ---------- |
| Température minimale moyenne (°C)           | −13,3      | −12,9      | −8,2       | −1         | 5,1       | 9,5       | 12,1      | 10,1      | 6         | 1         | −5,3       | −10,2      | −0,6       |
| Température moyenne (°C)                    | −9,9       | −9,2       | −4,1       | 3,6        | 10,9      | 15,2      | 17,7      | 15,1      | 9,8       | 3,5       | −3         | −7,2       | 3,5        |
| Température maximale moyenne (°C)           | −6,7       | −5,4       | 0,6        | 9,2        | 17,2      | 21,2      | 23,6      | 20,8      | 14,6      | 6,6       | −0,8       | −4,6       | 8          |
| Record de froid (°C) date du record         | −47,1 1940 | −43,2 1946 | −34,9 2021 | −25,6 1941 | −9,1 1978 | −3,1 1985 | 1,2 1949  | −1,4 1950 | −8,6 1996 | −20 2014  | −34,1 2010 | −45,2 1978 | −47,1 1940 |
| Record de chaleur (°C) date du record       | 5,3 2007   | 5,6 1990   | 16,4 2007  | 26,8 2000  | 31,1 2021 | 34,9 2021 | 34,5 1981 | 36,4 2010 | 28,8 1963 | 22,8 1999 | 13,5 2013  | 8,5 2006   | 36,4 2010  |
| Ensoleillement (h)                          | 34         | 64         | 134        | 191        | 268       | 275       | 272       | 217       | 123       | 62        | 32         | 20         | 1 692      |
| Précipitations (mm)                         | 36         | 29         | 27         | 29         | 48        | 63        | 74        | 71        | 55        | 54        | 46         | 38         | 570        |
| dont neige (cm)                             | 28         | 38         | 36         | 5          | 0         | 0         | 0         | 0         | 0         | 1         | 6          | 18         | 132        |
| Record de pluie en 24 h (mm) date du record | 23 1982    | 14 2001    | 17 2001    | 22 1986    | 34 1961   | 55 1986   | 54 1970   | 74 1946   | 40 1988   | 32 2006   | 38 2019    | 17 1981    | 74 1946    |
| Nombre de jours avec précipitations         | 6          | 5          | 8          | 14         | 17        | 18        | 16        | 18        | 19        | 18        | 12         | 7          | 158        |
| Humidité relative (%)                       | 86         | 83         | 78         | 71         | 65        | 73        | 76        | 81        | 84        | 87        | 88         | 87         | 80         |
| Nombre de jours avec neige                  | 28         | 25         | 19         | 9          | 3         | 0,2       | 0         | 0,03      | 1         | 10        | 22         | 28         | 145        |
| Nombre de jours d'orage                     | 0          | 0          | 0          | 1          | 3         | 6         | 8         | 4         | 1         | 0,03      | 0          | 0          | 23         |
| Nombre de jours avec brouillard             | 2          | 2          | 2          | 2          | 2         | 5         | 8         | 9         | 6         | 4         | 2          | 2          | 46         |

| Diagramme climatique                                  |             |           |         |           |           |            |            |         |        |            |             |
| J                                                     | F           | M         | A       | M         | J         | J          | A          | S       | O      | N          | D           |
| −6,7−13,336                                           | −5,4−12,929 | 0,6−8,227 | 9,2−129 | 17,25,148 | 21,29,563 | 23,612,174 | 20,810,171 | 14,6655 | 6,6154 | −0,8−5,346 | −4,6−10,238 |
| Moyennes : • Temp. maxi et mini °C • Précipitation mm |             |           |         |           |           |            |            |         |        |            |             |

### Voies de communication et transports
La principale voie routière est l'autoroute M8 qui relie Moscou à Arkhangelsk par Iaroslav. La route A-114 relie Vologda à Saint-Pétersbourg par Tcherepovets et la route A-119 à Mourmansk au nord-ouest.
La gare de Vologda est desservie par deux lignes de chemin de fer :
- Moscou-Arkhangelsk-Vorkouta
- Saint-Pétersbourg–Vologda

Vologda a aussi un aéroport (en russe (transcrit) : Aeroport Vologda), situé à 10 km au nord du centre-ville, près de l'autoroute M8. Ayant le statut d'aéroport fédéral, il n'assure pas de liaisons internationales. Depuis 2023, il existe des liaisons avec Moscou et Saint-Pétersbourg. En 2020, 7 500 passagers y ont transité.

## Histoire
La première mention de la ville date de 1147, lors de la construction d'un monastère par un moine, Guérassime, venu de la principauté de Kiev. La ville prend de l'importance au cours des siècles suivants, étant au croisement des voies fluviales entre le nord et Moscou et devenant une place forte à la croisée des ambitions de la république de Novgorod d'une part et de la principauté de Moscovie d'autre part. Finalement Vassili de Moscou l'annexe à la fin du XIVe siècle. Le centre fortifié de palissades avec l'église de la Résurrection se nomme la Lenivaïa plochtchadka.

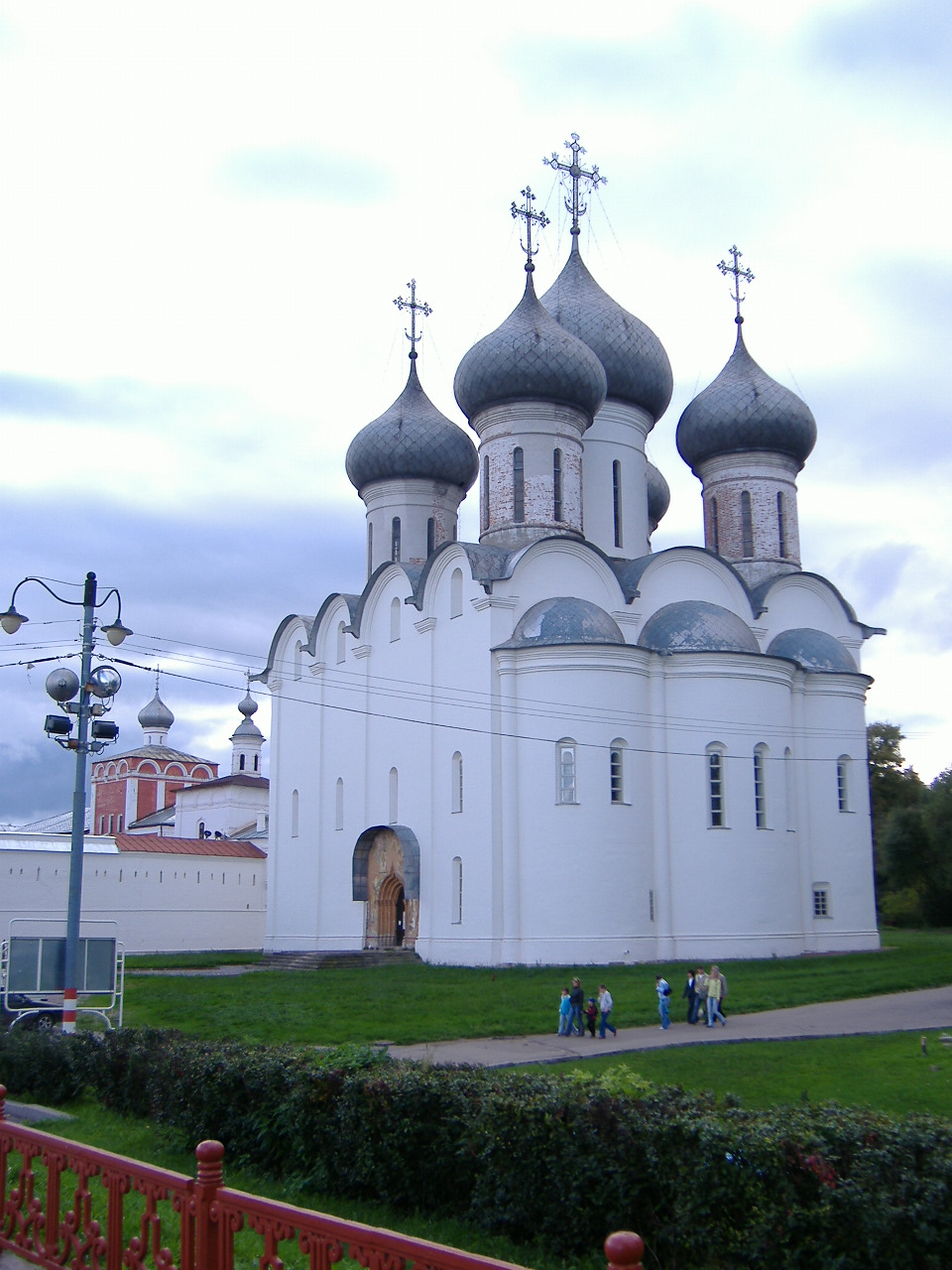
La cathédrale Sainte-Sophie

Au XVIe siècle, Ivan le Terrible fortifia Vologda en construisant un kremlin autour de la magnifique église de pierre blanche Sainte-Sophie. Son but était de défendre la région qui était devenue pendant son règne une étape commerciale importante vers l'Europe par la mer Blanche.
C'est ici qu'il reçut Richard Chancellor, qui fit un voyage mémorable pour ouvrir un comptoir pour les marchands anglais. Les chroniques rapportent que le tsar supervisa personnellement les travaux de la cathédrale Sainte-Sophie de Vologda (Sofiysky Sobor) entre 1568 et 1570, résidant donc à Vologda, dont il appréciait la situation et la sécurité. La construction du Kremlin de Vologda sur son ordre à la même période et la place qu'il a pensé un temps donner à Volgoda, comme capitale dans l'Opritchnina montrent l'importance de cette ville dans l'esprit du tsar Ivan IV.
La ville fut prise le 22 septembre 1622 par les Polono-Lituaniens qui massacrèrent presque toute la population, ainsi que les moines de Spasso-Priloutsky. Avec l'arrivée de la dynastie Romanov, la ville retrouva une certaine aisance et s'étendit de l'autre côté de la rive en se déployant autour de son kremlin et de trois avancées (Vekhnevo, Nijnevo, Zaretchnovo) sur une distance de 5 km. Le kremlin, avec ses bâtiments cossus, était le centre administratif de la ville et de l'ouïezd, ainsi que son centre commercial, militaire et religieux.
Pierre le Grand en fit une étape fortifiée majeure sur le chemin d'Arkhangelsk (port principal, avant la fondation de Saint-Pétersbourg), et Catherine II l'éleva au statut de chef-lieu de la nouvelle province, par la suite gouvernement, de Vologda en 1780.
Au XIXe siècle, elle se couvrit de jolies maisons de bois et d'hôtels particuliers qui donnent un charme romantique à la ville aujourd'hui.
Après la révolution de 1917, la ville fut pendant quelque temps le siège des ambassades alliées évacuées de Petrograd. En décembre 1917, le soviet local prit le pouvoir.
Pendant l'automne 1941, la ville se trouva juste avant la ligne de front avec l'armée allemande. C'est à travers la ville de Vologda que purent être évacués par chemin de fer près de 500 000 habitants de Léningrad pendant le siège de la ville. Elle demeura pendant la guerre l'une des villes les plus importantes en nombre d'hôpitaux militaires. La ville fut décorée en 1968 et 1982 pour l'attitude héroïque de ses habitants pendant la Seconde Guerre mondiale.

## Population
Recensements (*) ou estimations de la population :
| 1811  | 1840   | 1856   | 1863   | 1870   | 1897*  | 1913   |
| ----- | ------ | ------ | ------ | ------ | ------ | ------ |
| 9 600 | 13 100 | 14 159 | 18 984 | 17 223 | 27 705 | 39 700 |

| 1917   | 1923   | 1926*  | 1937*  | 1939*  | 1959*   | 1970*   |
| ------ | ------ | ------ | ------ | ------ | ------- | ------- |
| 69 664 | 52 864 | 57 976 | 84 487 | 95 314 | 139 137 | 177 751 |

| 1979*   | 1989*   | 2002*   | 2010*   | 2012    | 2013    | 2014 |
| ------- | ------- | ------- | ------- | ------- | ------- | ---- |
| 236 537 | 282 802 | 293 046 | 301 642 | 304 301 | 306 487 | -    |

## Patrimoine et culture

### Architecture religieuse
La ville est riche en édifices religieux parmi lesquels Liste des curiosités de Vologda (ru)
- Monastère Spasso-Priloutsky
- Monastère Gorne-Ouspenski
- Cour de l'Archevêque (Vologda)
- Cathédrale Sainte-Sophie de Vologda
- Cathédrale de la Résurrection (Vologda)
- Église Saint-Alexandre-Nevski de Vologda
- Église de l'Icône-de-la-Vierge-de-Kazan-du-Marché
- Église de l'Intercession-de-la-Vierge
- Église Saints-Constantin-et-Hélène (Vologda)
- Église d'Élie Prophète (ru)
- Église de l'Intercession-de-la-Vierge à Kozlione
- Églises Vladimirski
- Église de l'Intercession-du-Marché (ru)
- Église Saint-Jean-Baptiste à Rochtchene (ru)
- Église de la Présentation-du-Seigneur
- Église Saint Nicolas le Thaumaturge de la sloboda Vladitchna
- Église Dimitri de Prilouki sur Navoloke
- Église Saint-André de Friazinov (ru)
- Église Saint-Varlaam de Khoutyne

### Architecture civile

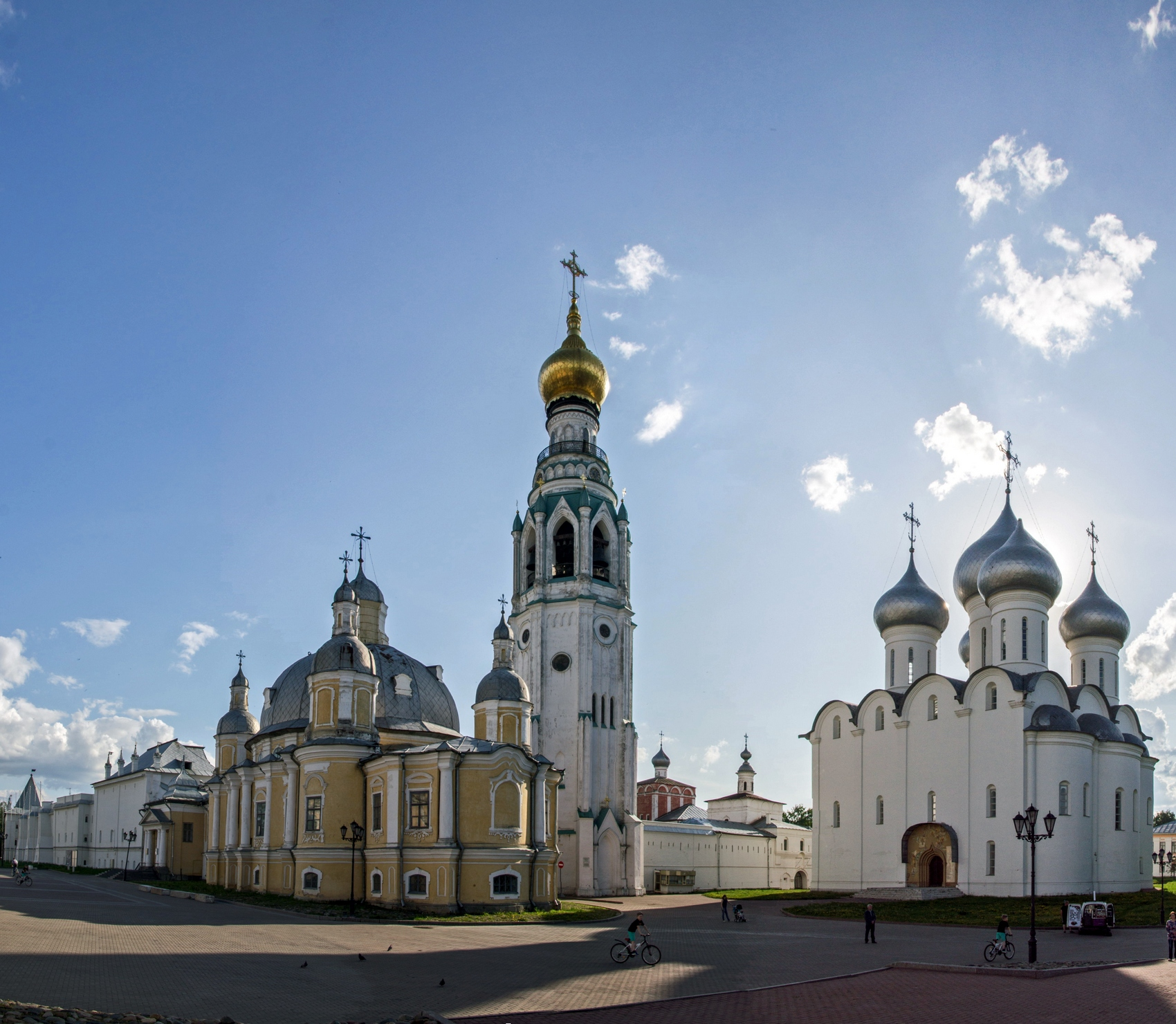
Quelques édifices du Kremlin
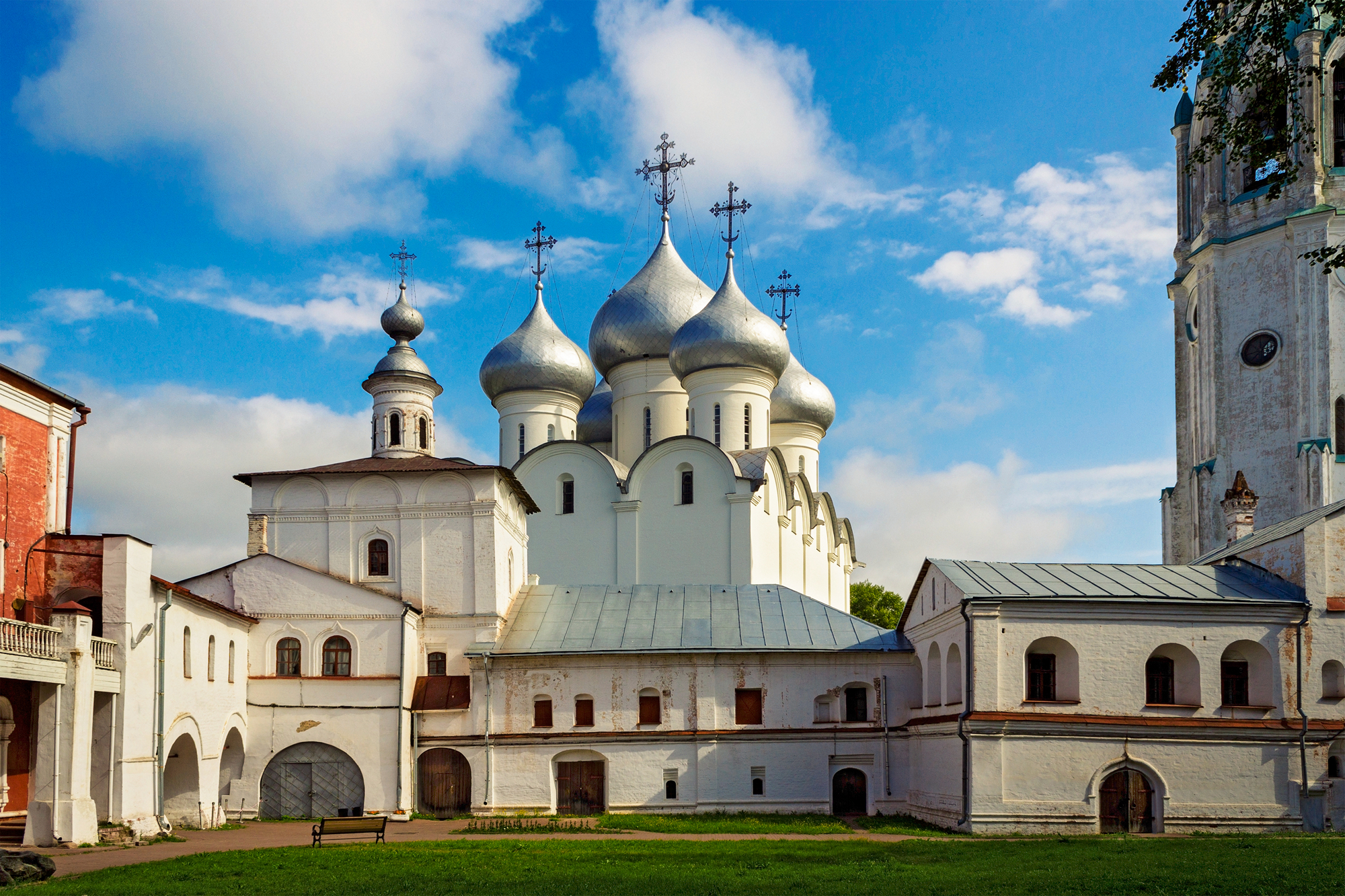
Une partie du Kremlin
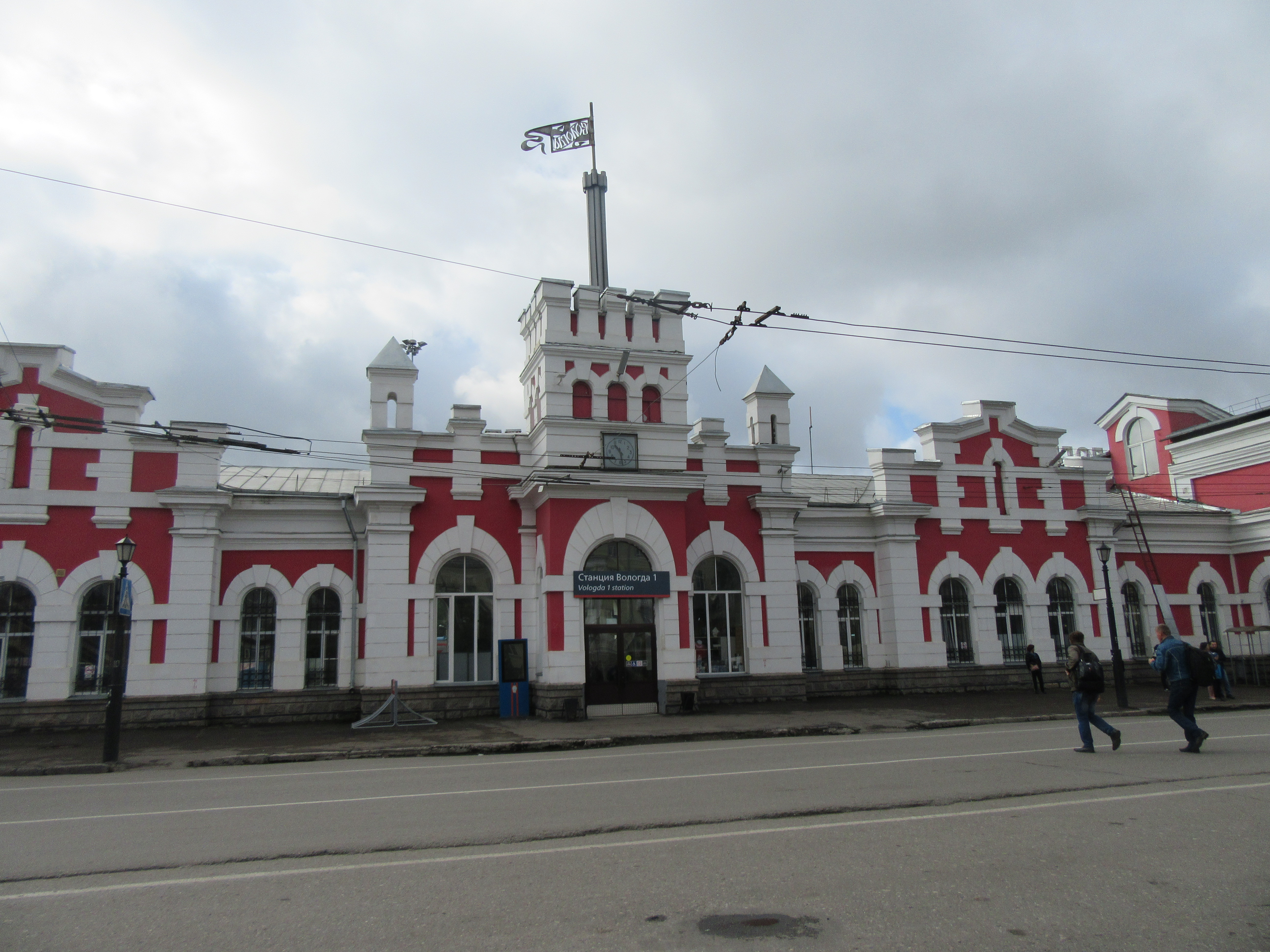
Gare de Vologda

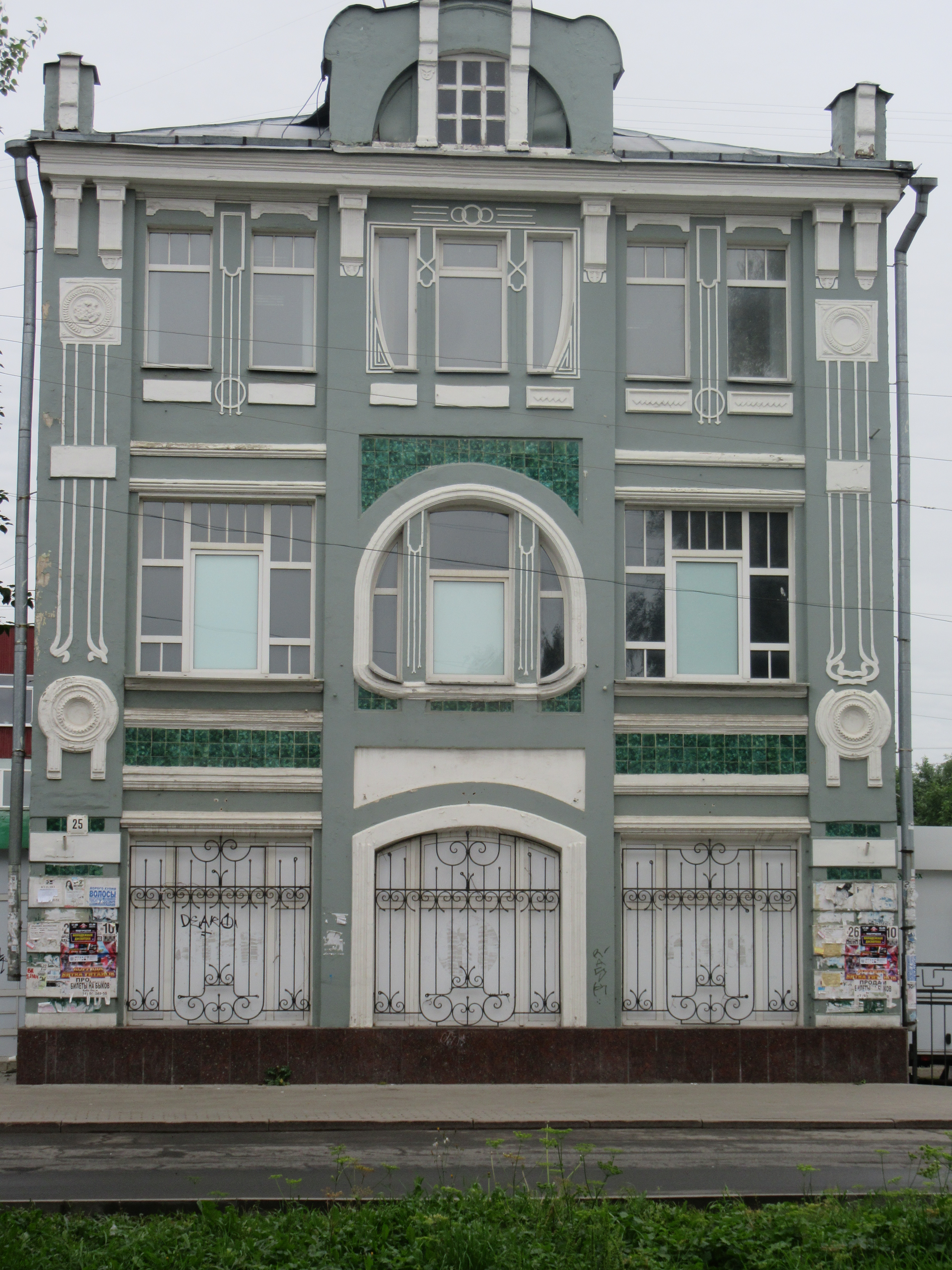
Maison art nouveau à Vologda
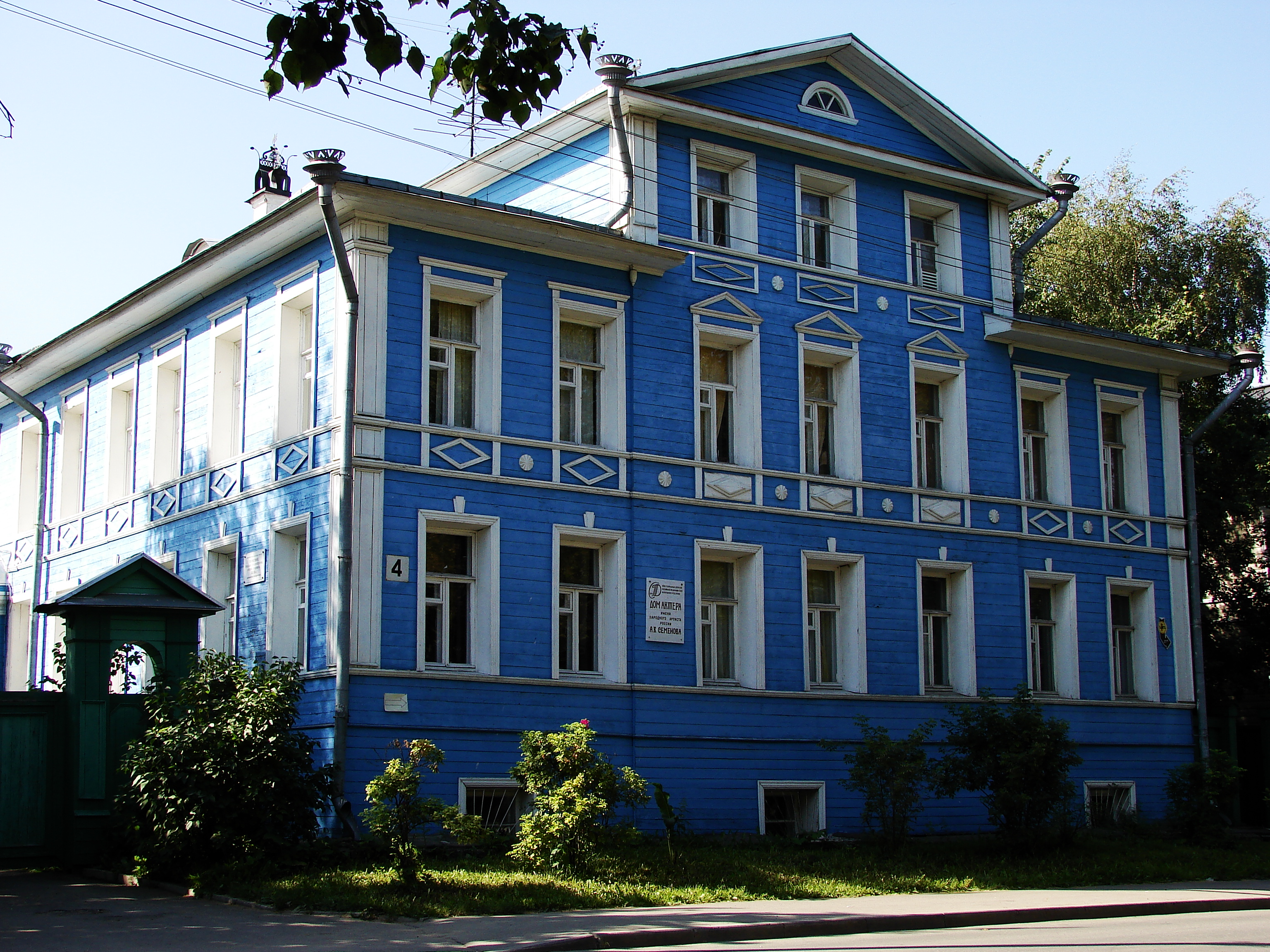
Maison Orlov à Vologda
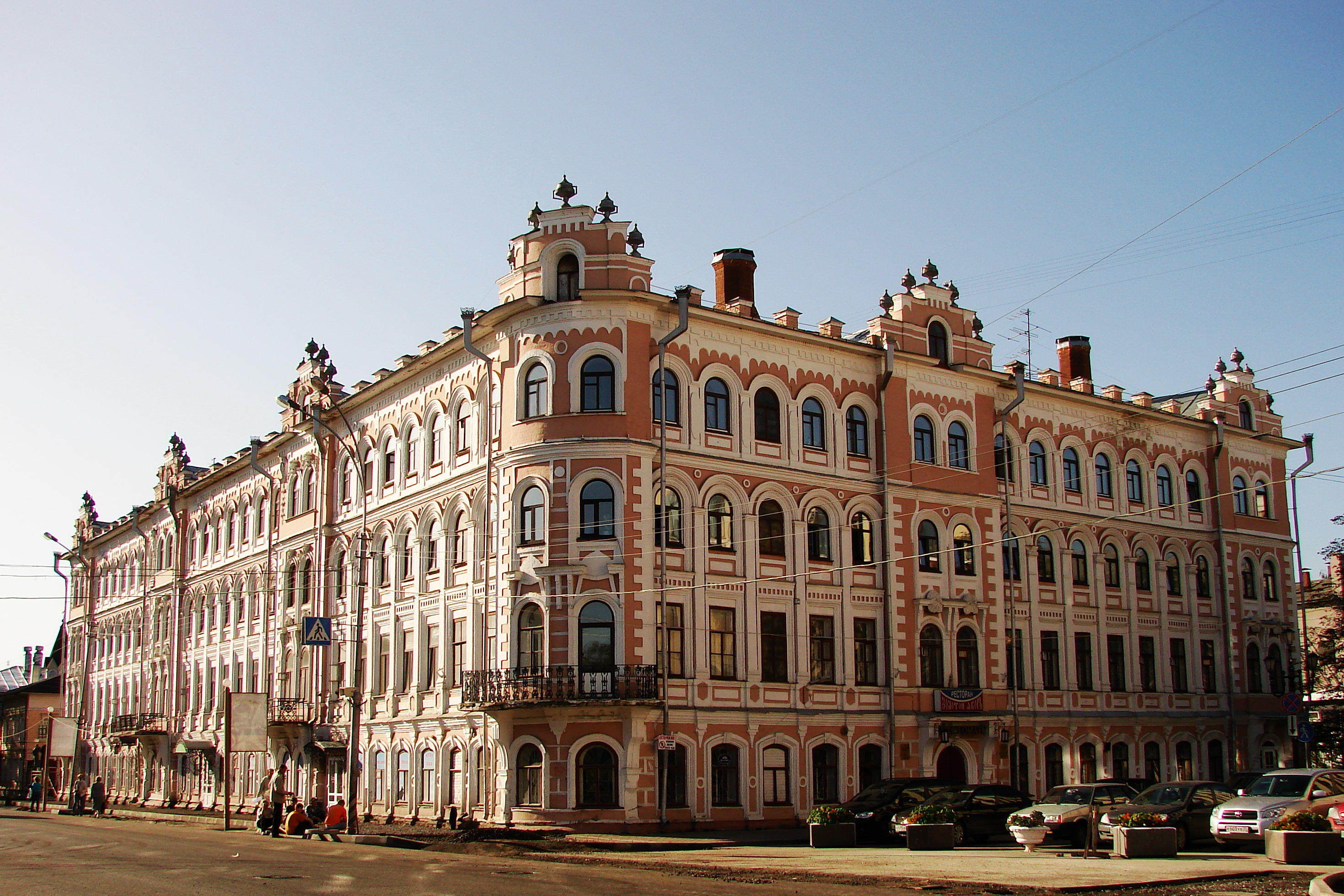
Zolotoï Yakor (hôtel) à Vologda XIXe s.
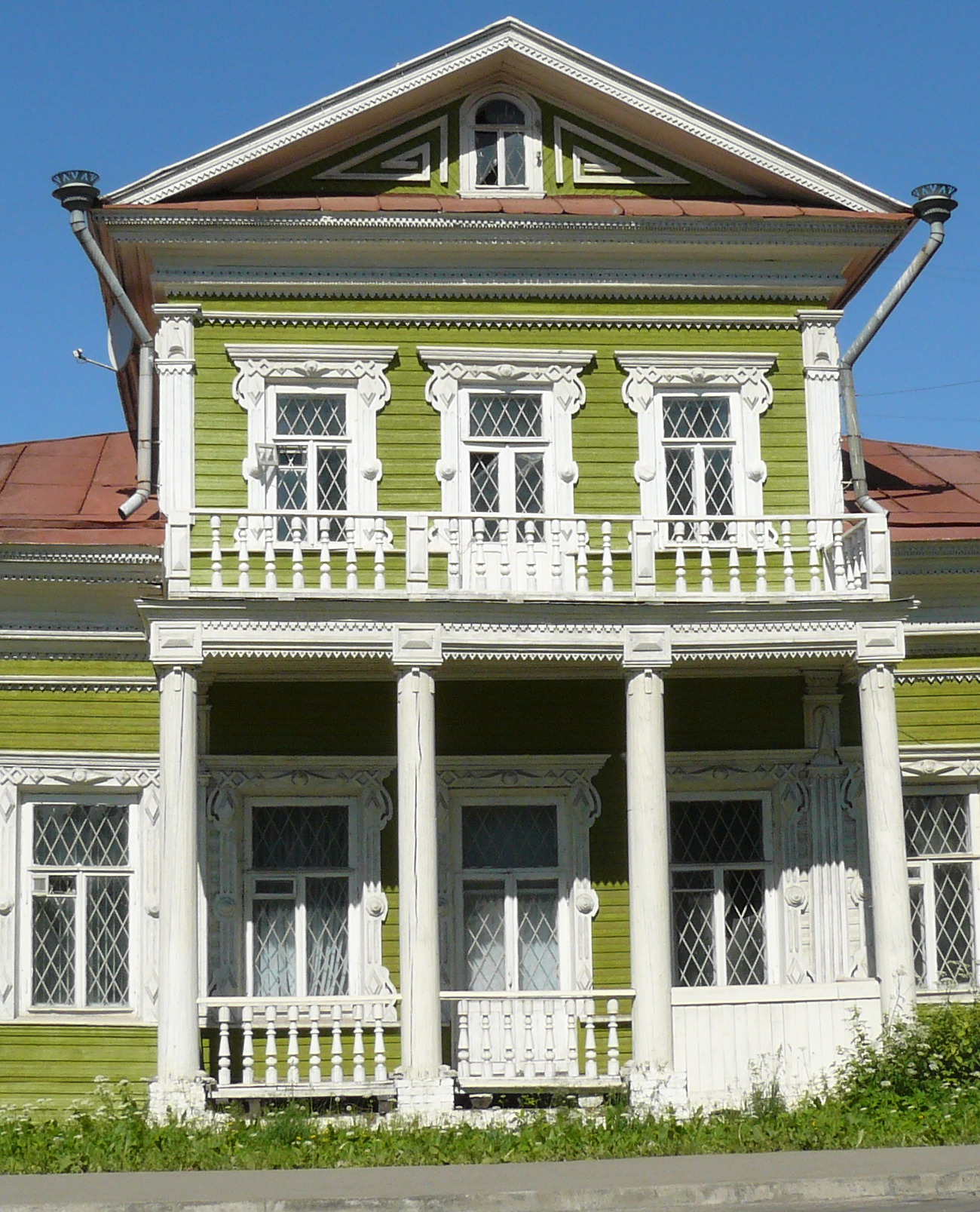
Maison Zassetski, le balcon.

La ville est également particulièrement riche de petites demeures de bois aristocratiques ou bourgeoises du XVIIIe et du XIXe siècles (architecture en bois de Vologda).
- L'hôtel Zolotoï Yakor (hôtel) (1868-1875) est un des symboles architecturaux de la ville
- Maison de l'amiral Barch (1780), demeure néoclassique au décor baroque tardif
- Assemblée de la noblesse de Vologda, en style Empire.

### Iconographie

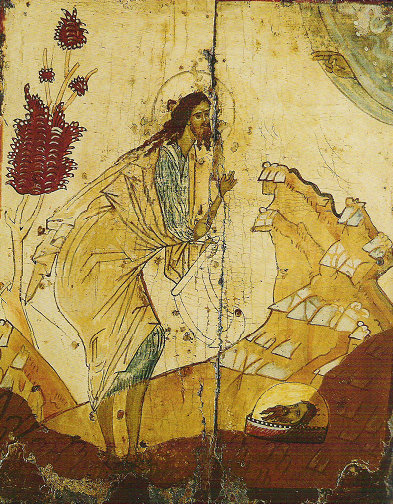
Saint Jean Baptiste (icône) XV s.- Musée de Vologda.
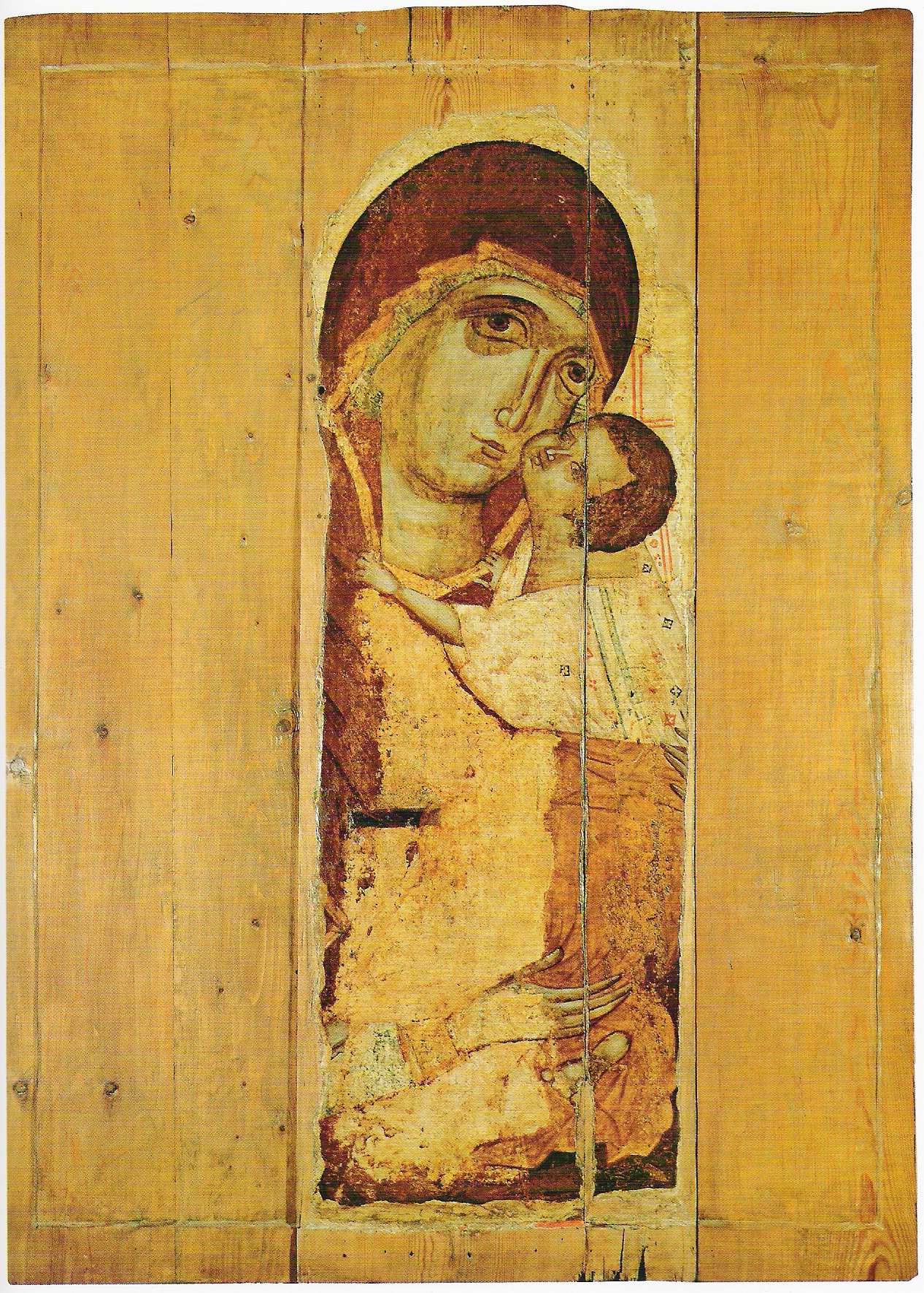
Notre-Dame de tendresse de Koubenskoe

- Le patrimoine iconographique, historique, artistique de la ville est conservé notamment au Musée-réserve de l'État d'art et d'architecture de Vologda.
- L'École iconographique de Vologda rassemble les meilleures productions d'icônes de la région. L'icône de Jean le Baptiste et Notre-Dame de Tendresse de Koubenskoe sont parmi les plus réputées parmi celles originaires de Vologda.

### Peinture

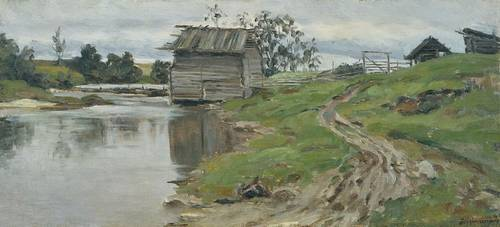
Anna Karinskaïa, le moulin à eau, 1913 /Galerie Tretiakov
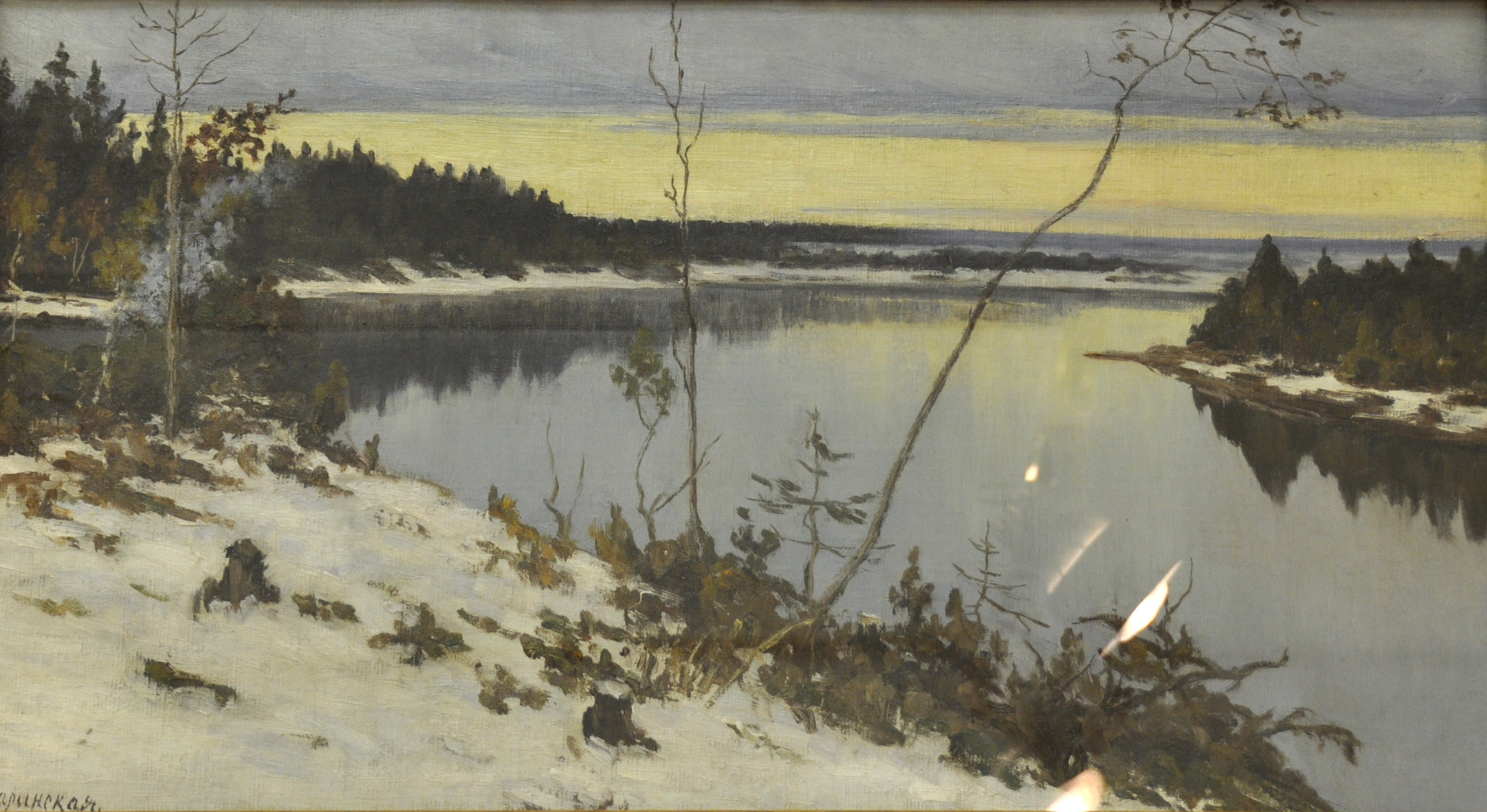
Karinskaïa, le gel (1909 ?)

Au début du XXe siècle, le Cercle des amateurs de beaux-arts de la région Nord de Russie participe à la rencontre des peintres du Nord Russe entre eux et avec le public. Le cercle a également aidé à la publication du traité intitulé Vologda autrefois sur l'histoire de la ville, dont Georges Loukomski est le principal auteur.
Anna Karinskaïa est une des principales animatrice de ce cercle et son tableau Le moulin à eau  est exposé à la Galerie Tretiakov à Moscou.

### Musées

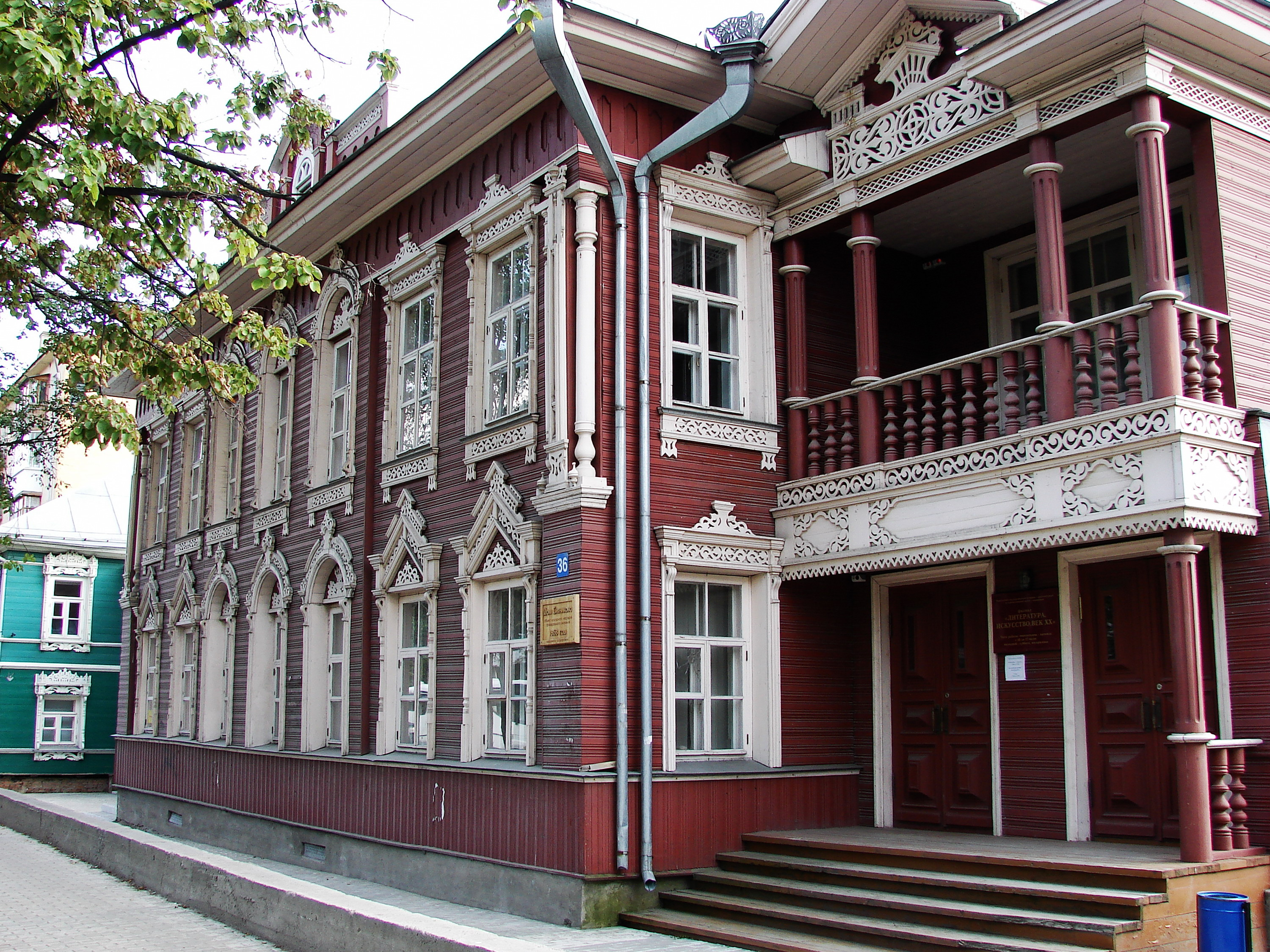
La maison Sitnikov`est une succursale du musée pour la littérature russe
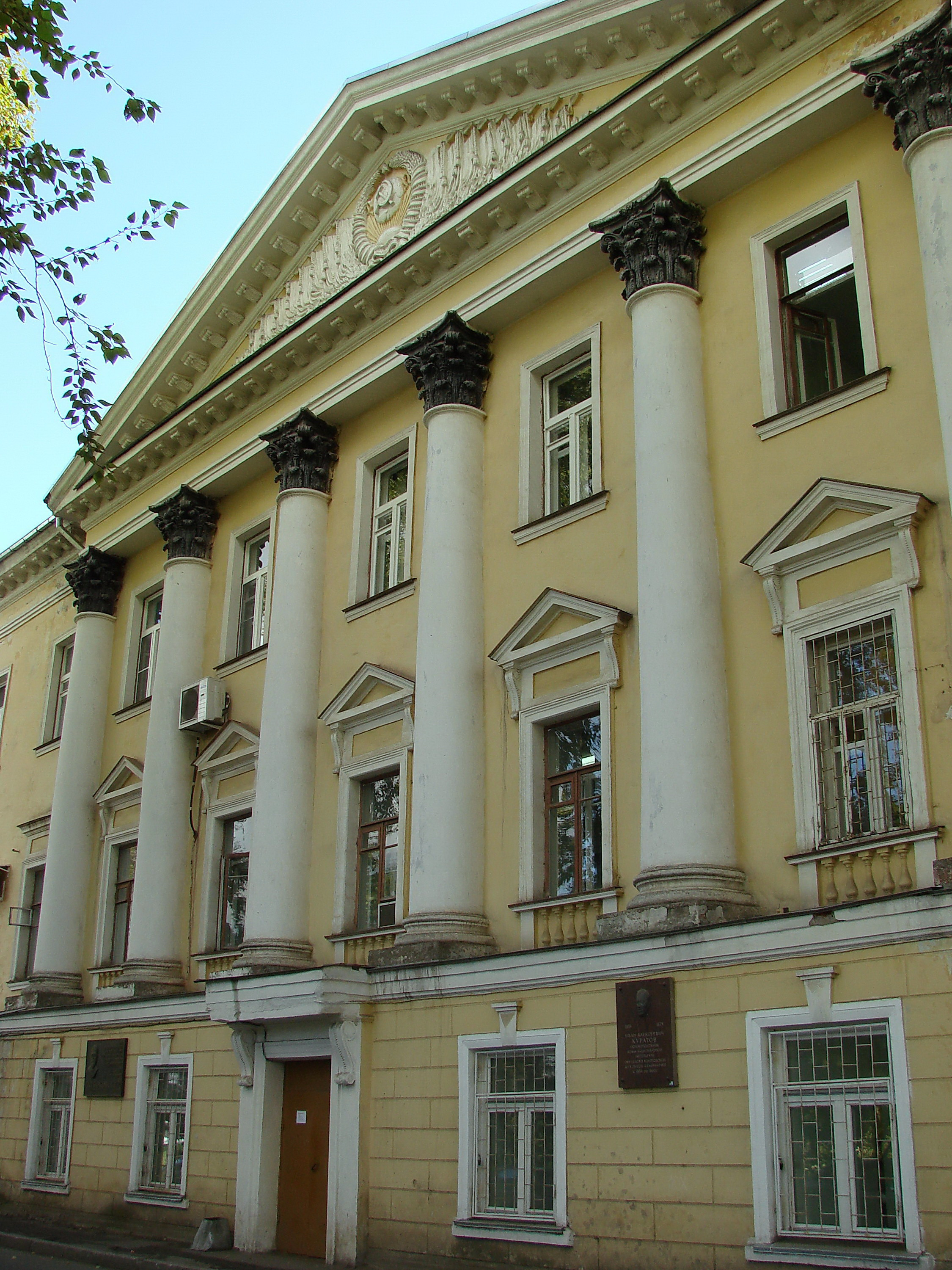
Vue de la façade à fronton hexastyle corinthien de l'université d'État technique

- Le Musée-réserve de l'État d'art et d'architecture de Vologda.Une de ses succursales est installée dans la maison Sitnikov et est consacré à la littérature russe.
- Maison-musée Chalamov.

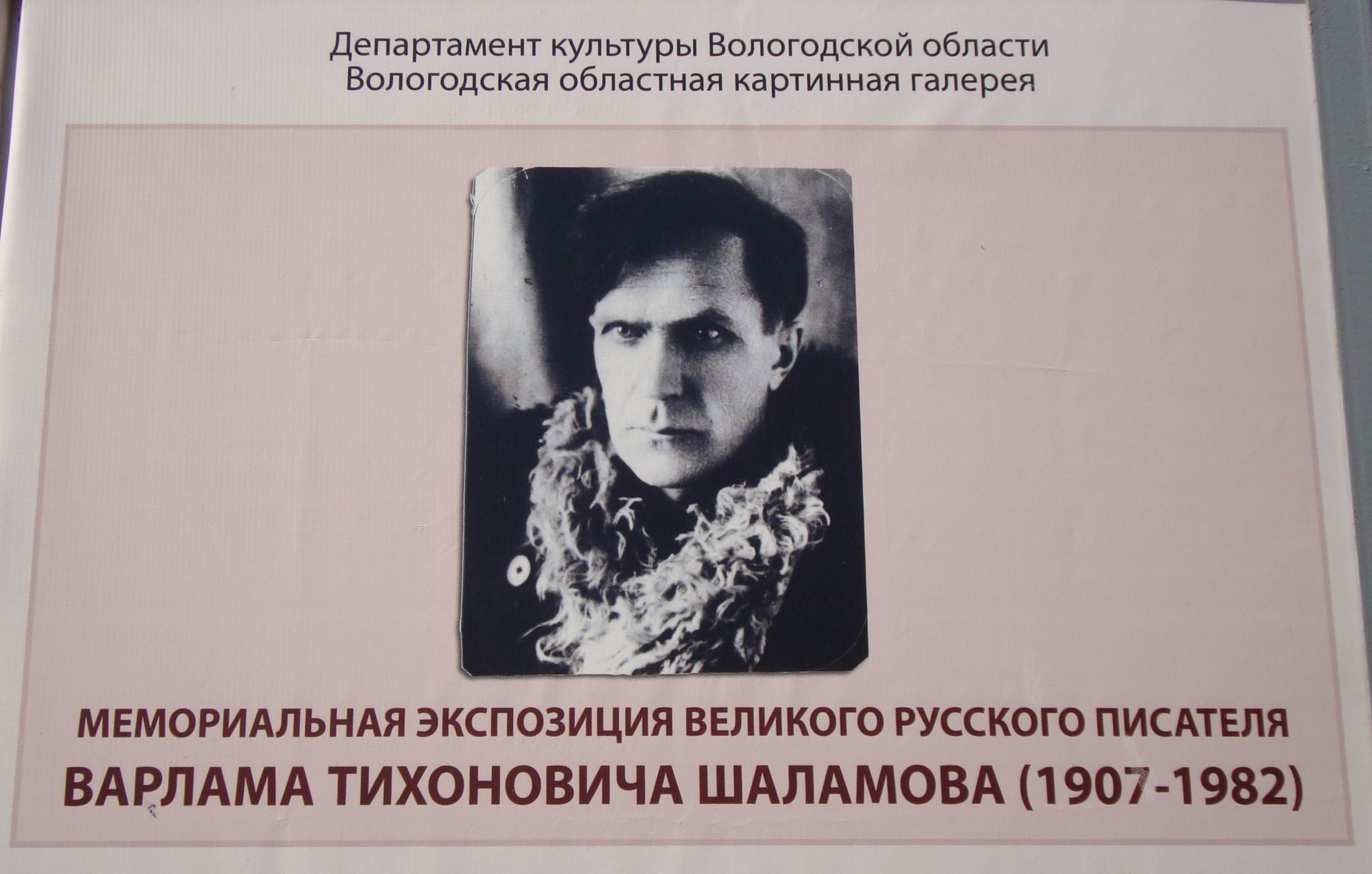
Maison-musée Chalamov

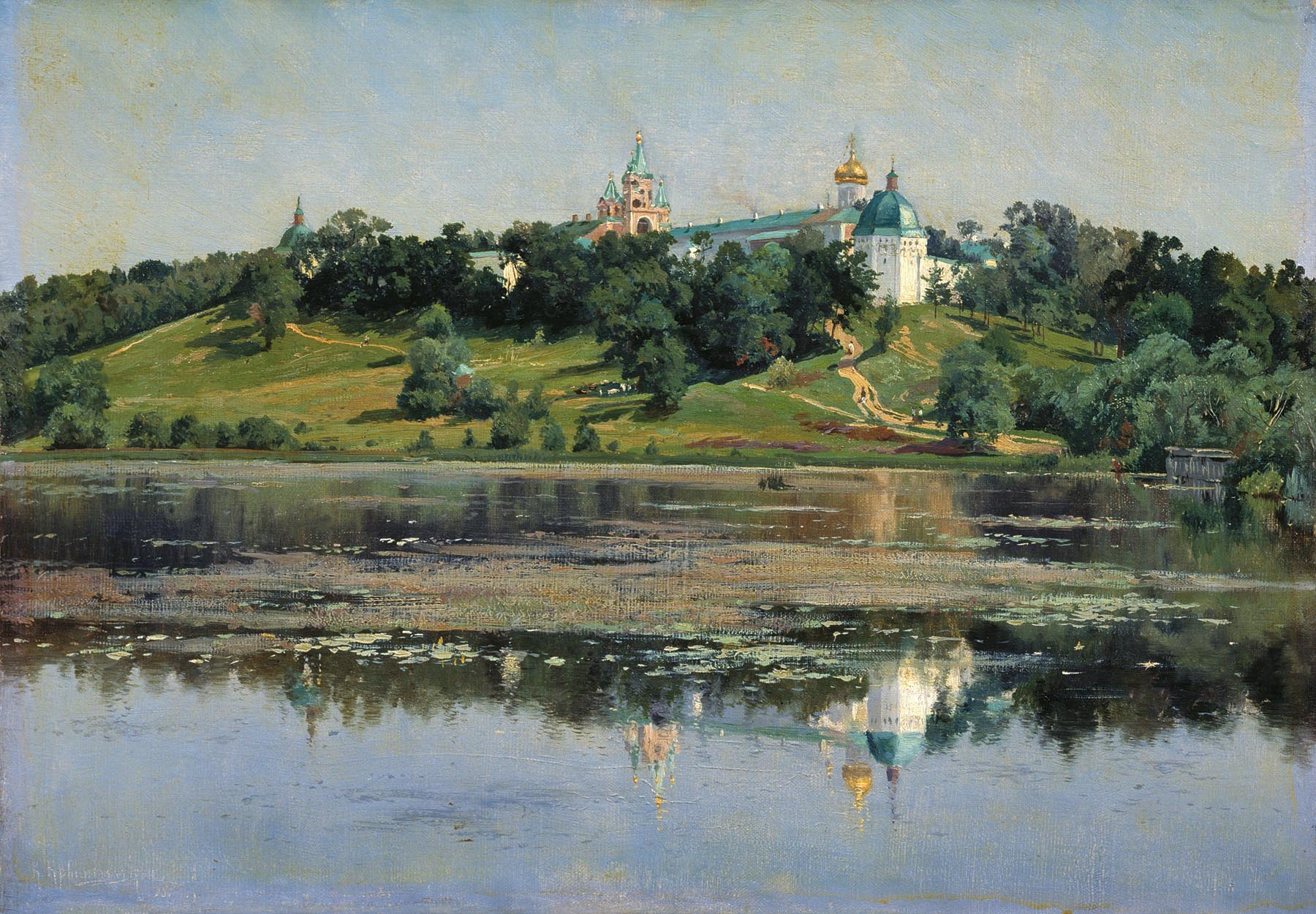
Constantin Kryjitski Zvenigorod,monastère de Savva-Storojevski

### Cinéma
- Le festival VOICES, un festival de cinéma européen créé en 2010 à Vologda.

## Enseignement
- Université d'État pédagogique de Vologda
- Université d'État technique de Vologda
- Académie d'État Vechtcheraguine (pour la production laitière)
- Filiale de l'Académie d'État de Droit de Moscou
- Filiale de l'Académie d'État du service public du Nord-Ouest (Saint-Pétersbourg)
- Institut d'Affaires de Vologda
- Institut de droit et d'économie du ministère de la Justice de Russie
- Filiale de l'Université d'État de Génie et d'Économie de Saint-Pétersbourg

## Sport
- FK Dinamo Vologda, club de football ayant évolué professionnellement de 1966 à 2012.

## Personnalités
- Ignace de Vologda (1477-1522), prince russe, moine, saint orthodoxe.
- Constantin Batiouchkov (1787-1855) poète.
- Varlam Chalamov (1907-1982), écrivain.
- Vladimir Guiliarovski (1855-1935) écrivain, journaliste.
- Georges Loukomski (1884-1952), historien.
- Vassili Belov (1932-2012), écrivain.
- Valeri Gavriline (1939-1999), compositeur.
- Nikolaï Ivanovitch Mishusta (1957-), graveur et peintre.

## Jumelages
- Miskolc (Hongrie)
- Zwolle (Pays-Bas)
- Kouvola (Finlande)
- Grodno (Biélorussie)
- Vorkouta (Russie)
- Londonderry, New Hampshire (États-Unis)

Villes-partenaires:
- Strasbourg (France)
- Élancourt (France)
- Bourgas (Bulgarie)